# Белвил на Мору
Белвил на Мору (фр. Belleville-sur-Mer) насеље је и општина у северној Француској у региону Горња Нормандија, у департману Приморска Сена која припада префектури Дјеп.
По подацима из 2011. године у општини је живело 784 становника, а густина насељености је износила 255,37 становника/km². Општина се простире на површини од 3,07 km². Налази се на средњој надморској висини од 92 метара (максималној 103 m, а минималној 0 m).

## Демографија
| 1962. | 1968. | 1975. | 1982. | 1990. | 1999. | 2011. |
| ----- | ----- | ----- | ----- | ----- | ----- | ----- |
| 169   | 173   | 178   | 174   | 370   | 632   | 784   |

График промене броја становника у току последњих година